# Pierre-Dominique Bazaine
Pierre-Dominique Bazaine (em russo:  Пётр Петрович Базен; Scy-Chazelles, 13 de janeiro de 1786 — Paris, 29 de setembro de 1838) foi um engenheiro francês.
Estudou engenharia na École Polytechnique em Paris. A pedido de Alexandre I da Rússia foi mandado para a Rússia por Napoleão Bonaparte, como oficial do exército do corpo de engenharia, a fim de criar um instituto para a educação de engenheiros de transporte, instituto este que dirigiu em 1824. Bazaine permaneceu na Rússia até 1834, organizando rotas de transporte e dirigindo o trabalho de navegação interna. Foi responsável pela construção de muitas das pontes de São Petersburgo e seus arredores, incluindo diversas pequenas pontes de ferro no Jardim de Verão, assim como diversos projetos de engenharia, como o sistema de proteção contra enchentes.